# Medivir
Medivir är ett svenskt bioteknik företag. Företaget grundades 1988 som en avknoppning av Astra Zenecas antivirala forskningsenhet. 1996 börsnoterades Medivir på Nasdaq OMX, Stockholmsbörsens midcaplista över medelstora bolag.
Medivir arbetar med hela utvecklingskedjan, från tidig forskning till färdigt läkemedel på marknaden. Det finns ett starkt fokus på onkologi, med en spetskompetens inom proteas- och polymerashämning. En del av bolagets forskningsverksamhet görs i samarbete med universitetsgrupper, bioteknik- och läkemedelsbolag.

## Historia
Företaget grundades 1988 då Astra överlät rättigheterna för forskningsprojekt mot virus till fyra forskare som ville starta ett nytt bolag. I köpet ingick även utrustning, kemikalier, forskningsdata samt patentansökningar. Det symboliska priset var en krona och forskarna valde att döpa det nystartade bolaget till Medivir – en kombination av orden medicin och virus.  Det nya bolagets affärsidé fokuserade på utveckling av läkemedelssubstanser mot HIV men öppnade också för andra möjligheter. 1988 rekryterades Kurt Rydé som VD. Verksamheten flyttades två år efter starten till Huddinge. Medivir hade redan från början fokus på två typer av mekanismer – polymerashämmare och proteashämmare - som kan vara mål för läkemedel mot många olika sjukdomar. Bland infektionssjukdomar kom ett av de viktigare fokusområdena snart att bli forskning kring behandling av Hepatit C.